# Cuca Roseta
Cuca Roseta, nombre artístico de Maria Isabel Rebelo de Couto Cruz Roseta (São Jorge de Arroios, Lisboa, 2 de diciembre de 1981) es una fadista, compositora y modelo portuguesa. Considerada una de las voces de más importantes de la nueva generación del fado, apareció a principios de su carrera en la película Fados dirigida por Carlos Saura. El fado es un género musical originado en Lisboa a principios del siglo XIX, que se caracteriza tradicionalmente por expresar sentimientos de melancolía y nostalgia. No obstante, el estilo de Roseta también incorpora influencias más animadas de música del mundo. Ha lanzado siete discos de estudio con productores de renombre como Gustavo Santaolalla y Nelson Motta, dado tours de conciertos internacionales y colaborado con diferentes artistas como por ejemplo David Bisbal, Karl Jenkins y Stewart Sukuma. Ha sido jurado en las versiones portuguesas de los programas Got Talent y Rising Star, y competido en Dancing with the Stars. En su vida personal Cuca Roseta ha trabajado y promovido causas como la seguridad vial, la protección al medio ambiente y la serie de conciertos ofrecidos en 2021 en hospitales en apoyo a los profesionales de la salud que combaten la pandemia COVID-19.

## Carrera
Cuca Roseta inicia su carrera musical en géneros distintos al fado, como el pop y el rock, formando parte del grupo Toranja durante su adolescencia, reclutada por su amigo Thiago Bettencourt a la salida de la vocalista Mariana Norton. Se adentra en el fado a finales de los años noventa, alentada primero por el compositor Mario Pacheco y el fadista Carlos Zel, y después por Ana Moura. Empieza a cantar en los clubes de fado de Lisboa y en 2007 aparece en el filme Fados del cineasta español Carlos Saura, que ganaría el Premio Goya.
En 2009 interpreta el tema publicitario de Pingo Doce (una cadena portuguesa de supermercados) "Pingo Doce e venha cá".
Su primer disco, lanzado en 2011, fue producido por Gustavo Santaolalla, quien la vio actuar en el Clube de Fado, en Alfama. Después de este primer encuentro, en que Cuca no sabía quien era el afamado productor Argentino, tuvo que esperar cuatro años hasta poder grabar el disco finalmente, dado los múltiples compromisos de Santaolalla.
En 2013 graba “Raíz” producido por Mario Barreiros. En este disco la cantante es la compositora y letrista de la mayor parte de las canciones.
En su tercer disco invita a participar a Nelson Motta, aclamado productor brasileño. Nelson acepta producir este disco aún tras 10 años de inactividad en ese campo, pues vio en Cuca Roseta un potencial único y un proyecto que siempre quiso hacer - grabar un disco de world fado - un fado volcado para el mundo. 
El disco de 2015, de nombre “Riû”, junta varios universos musicales que influenciaron al fado y a grandes figuras de la música como Bryan Adams, Djavan, Ivan Lins, Jorge Drexler entre otros. Este disco muestra que el fado no tiene necesariamente que ser triste, con ritmos alegres y mensajes positivos en las letras.
El cuarto álbum de estudio, Luz, se lanzó el 10 de noviembre de 2017. La producción estuvo a cargo de Diogo Clemente. El álbum contiene varias canciones originales de Cuca Roseta y composiciones de artistas como Pedro da Silva Martins, Jorge Fernando, Carolina Deslandes, Hélder Moutinho y Mario Pacheco. La publicación del álbum fue precedido a mediados de octubre por el lanzamiento del sencillo "Balelas". En este álbum, la artista estuvo acompañada por Ângelo Freire en guitarra portuguesa, Diogo Clemente en guitarra acústica, Ivo Costa en percusiones, Marino de Freitas en bajo y Valter Rolo en sintetizadores. En julio de 2018, el tema "Don't Be Late" fue lanzado como un segundo sencillo.
En 2018 lanza su quinto disco, Luz de Natal, dedicado a temas navideños, con versiones portuguesas de clásicos como "Jingle bell rocks" y "White christmas".
Su disco Amália por Cuca Roseta aparece en 2020, es un homenaje a la gran fadista portuguesa Amália Rodrigues, de la que versiona diez temas.
En diciembre de 2020 Cuca Roseta lanza su álbum "Meu" (en Español: Mío), con todos los temas escritos por ella misma, algo sin precedentes en el género del fado. El álbum fue presentado en un concierto en línea, transmitido en vivo el 2 de diciembre, día del cumpleaños de la cantante.
En 2023 lanza el álbum "Rayana", en colaboración con el guitarrista español Daniel Casares.

### Conciertos
La fadista participa regularment en conciertos y eventos internacionalmente. El año de 2015 Roseta realizó más de 120 conciertos, en Portugal y en el extranjero. Ese mismo año participó en el Badasom, festival de flamenco y fado en Badajoz, donde cantó a dúo con Niña Pastori. En 2019 cantó en La Habana en la celebración del centenario de las relaciones diplomáticas entre Cuba y Portugal. En 2020 se presentó en el Teatro Real durante el festival de fado de Madrid, participó en un evento en Buenos Aires celebrando los 100 años del natalicio de Amália Rodrigues, y cantó el himno nacional de Portugal durante la apertura del Gran Premio de Portugal 2020. En abril de 2021 cantó Lisboa inspira, el himno oficial de Lisboa Capital Europea de los Deportes 2021, compuesto por ella misma, en una ceremonia en la que estuvieron presentes el ministro de Educación de Portugal Tiago Brandão Rodrigues, y el coach de la selección nacional de fútbol, Fernando Santos. A finales de ese mismo mes fue invitada por los músicos españoles de flamenco Daniel Casares, guitarra, y Jorge Pardo, flauta y saxofón, a participar en la primera presentación de su proyecto denominado Supertrío en el Teatro del Soho in Málaga.

### Televisión, comerciales y modelaje
Cuca Roseta ha tenido múltiples apariciones en televisión, principalmente en Portugal. Fue parte del panel de expertos de Rising Star: A próxima estrela y juez en Got Talent Portugal. Compitió en Dança com as Estrelas ("Dancing with the Stars Portugal"), and fue encargada de dar una pista en un episodio de The Amazing Race Australia 3. En 2014 Bryan Adams fotografió a cinco cantantes portuguesas de fado, incluyendo a Cuca Roseta, imágenes que aparecieron como portadas para Vogue Portugal, and fueron presentadas en la exposición "Exposed" en el centro cultural de Cascais.
Roseta ha realizado varios comerciales durante su carrera como por ejemplo para lentes, joyería, y suplementos nutricionales. También ha sido embajadora de marca para Mitsubichi Motors, y Guess. En 2018 grabó un video mostrando sus lugares favoritos en Lisboa, como parte de una campaña promocional de Avani Hotels & Resorts.

### Estilo
Cantante de rock y pop en sus inicios, su estilo incorpora referencias como el jazz, la bossa nova, y las músicas del mundo, pero respetando la pureza, el minimalismo y la simplicidad del fado, así como poner énfasis en la narrativa de las canciones y en la verdad que contienen. Cuca Roseta ha mostrado su versatilidad y curiosidad con múltiples colaboraciones internacionales. También ha cantado en otros idiomas, por ejemplo, "Bésame mucho" con Julio Iglesias, y Tum Hi Ho, un éxito de Bollywood compuesto por Mithoon. En sus conciertos incluye tanto temas tradicionales de gran profundidad emocional, como también canciones en estilo más de pop, balada comercial o brasileiro.
Críticos han destacado su "emoción trascendental", así como la elegancia de sus actuaciones.

## Vida personal
Cuca Roseta es hija de Miguel da Cruz Roseta y Maria Natércia Rebelo Couto, y sobrina paterna de Pedro Roseta, quien fuera Ministro de Cultura en Portugal. 
Tiene un hijo llamado Lopo. El día 21 de marzo de 2016, se convirtió en madre por la segunda vez, naciendo Benedita. Se casó en el 2015 por el civil con João Lapa y en el 2017 por la iglesia. Lapa le pidió matrimonio durante un concierto de ella en Oporto. Durante su propia boda en la iglesia de Santa María en Óbidos interpretó el "Ave Maria". Lapa trabaja como coach de condicionamiento físico y rehabilitación para el equipo de Liga Premier Wolverhampton Wanderers F.C.
Cuca estudió Psicología en la universidad, y practica otras formas de arte como la pintura y el taekwondo, donde es cinta negra.

### Voluntariado y activismo
Roseta ha contribuido a diversas causas como por ejemplo seguridad vial y ambientalismo. Hizo equipo con el Automóvel Clube de Portugal para lanzar el sencillo "We'll all safely get home", el cual interpretó en 2013 en la gala de la Federación Internacional del Automóvil en París. En 2019 fue nombrada embajadora de la Fundación Mirpuri, organización sin propósito de lucro enfocada en temas de conservación ambiental. Durante febrero de 2021 dio la serie de conciertos "Música con esperanza" para profesionales de la salud luchando contra la pandemia de pandemia de COVID-19 en Portugal, una iniciativa en conjunto con Hyundai Portugal. Estos eventos tuvieron lugar en hospitales en distintos puntos de Portugal como por ejemplo el Hospital Dr Nélio Mendonça en Funchal, el hospital de Évora, el hospital de Faro, y los hospitales de Gaia y St. João Hospitals in Oporto. En abril de 2021 participó en el proyecto para rehabilitar la Serra de Monchique después de que fuera devastada por los incendios de 2018. Apareció en el tercer episodio de una serie documental, mostrando los resultados de los esfuerzos de reforestación.

## Discografía
Álbumes en estudio
- Cuca Roseta (2011, Universal Music Internacional + Surco)
- Raiz (2013, Universal)
- Riû (2015, Universal)
- Luz (2017, Sony Music)
- Luz de Natal (2018, Sony Music)
- Amalia por Cuca Roseta (2020, Sony Music)
- Meu (2020, Brandit Music)

Otros
- 2007 - Fados - "Rua do Capelão"
- 2014 - Nelson 70 - "Apaixonada"

Colaboraciones
- 2011 - Fado de los Barcos (con Pierre Aderne, álbum "Água Doce")
- 2012 - Apelo - Soneto de Separação (con João Braga, álbum "Fado Nosso")
- 2012 - É Lisboa A Namorar (con 3JS, álbum "Totzoverder")
- 2013 - Canción Negra (con Karl Jenkins, álbum "Jenkins: Adiemus Colores")[52][53]
- 2014 - Sí Aún Te Quieres Quedar (con David Bisbal, álbum "Tú Y Yo")
- 2014 - Tristes Pássaros (con Cristiana Águas, álbum "Cristiana Águas")
- 2015 - Grava "O Amor não é Somente o Amor" con Djavan
- 2023 - Rayana (con Daniel Casares)